# Sénat Wowereit II
Le sénat Wowereit II était le gouvernement régional (Landesregierung) de la ville-Land de Berlin du 17 janvier 2002 au 23 novembre 2006, pendant la quinzième législature de la Abgeordnetenhaus. Dirigé par le maire-gouverneur social-démocrate Klaus Wowereit, il est soutenu par une coalition rouge-rouge entre le Parti social-démocrate d'Allemagne (SPD) et le Parti du socialisme démocratique (PDS).
Il est formé après les élections régionales du 21 octobre 2001, et succède au sénat Wowereit I, soutenu par une coalition rouge-verte tolérée par le PDS. Il est remplacé par le sénat Wowereit III après les élections législatives de 2006 à Berlin.

## Composition
| Portefeuille                                                                      | Titulaire            | Titulaire                            | Parti |
| --------------------------------------------------------------------------------- | -------------------- | ------------------------------------ | ----- |
| Maire-gouverneur                                                                  |                      | Klaus Wowereit                       | SPD   |
| Bourgmestre Sénateur à l'Économie, au Travail et aux Femmes                       |                      | Gregor Gysi (jusqu'au 29/08/2008)    | PDS   |
| Bourgmestre Sénateur à l'Économie, au Travail et aux Femmes                       | Harald Wolf          |                                      | PDS   |
| Bourgmestre Sénatrice à la Justice                                                |                      | Karin Schubert                       | SPD   |
| Sénateur à l'Éducation, à la Jeunesse et aux Sports                               |                      | Klaus Böger                          | SPD   |
| Sénatrice à la Science, à la Recherche et à la Culture                            |                      | Thomas Flierl                        | PDS   |
| Sénatrice à la Santé, aux Questions sociales et à la Protection des consommateurs |                      | Heidi Knake-Werner                   | PDS   |
| Sénateur à l'Intérieur                                                            |                      | Ehrhart Körting                      | SPD   |
| Sénateur aux Finances                                                             |                      | Thilo Sarrazin                       | SPD   |
| Sénateur au Développement urbain                                                  |                      | Peter Strieder (jusqu'au 07/04/2004) | SPD   |
| Sénateur au Développement urbain                                                  | Ingeborg Junge-Reyer |                                      | SPD   |